# Гянджинский государственный кукольный театр
Гянджинский государственный кукольный театр — театр, расположенный в городе Гянджа. Театр был основан 18 сентября 1986 года.

## История
Гянджинский государственный кукольный театр был создан на основании приказа № 299 Совета Министров Азербайджанской ССР от 18 сентября 1986 года. За время своего существования театр поставил около 100 спектаклей. В театре ежегодно ставится около 250 спектаклей, и в среднем по 4 новых постановки в год. Репертуар театра включает как произведения азербайджанских писателей, так и произведения мировой литературы.
Гянджинский государственный кукольный театр принимал участие во многих международных фестивалях. Театр представлял Азербайджан на таких фестивалях, как Фестиваль кукольных театров народов Востока (Алматы, 1994), Первый международный фестиваль кукольных театров (Кутаиси, 1996), Фестиваль кукольных и теневых игр (Измир, 1999, 2001, 2003), Фестиваль «Лучшие детские спектакли» (Баку, 2000), Международный фестиваль кукольных и теневых театров Карагёз (Бурса, 2001), Фестиваль детских спектаклей «Волшебный занавес» (Тырговиште, 2005), Фестиваль «Национальная классика на сцене кукольных театров» (Ивано-Франковск, 2005), Неделя кукольных театров (Баку, 2008) и многих других.

## Здание театра
Здание, в котором расположен театр, было построено в 1902 году руководством мужской гимназии города Гянджа в качестве русской православной церкви. Основным строительным материалом послужил обожженный кирпич.
Общая площадь здания составляет 650 м². В здании находятся один зал, фойе и 15 комнат. Театр расположен на улице Ахмед Джамил и включен в перечень христианских религиозных памятников.

## Творческий состав Гянджинского государственного кукольного театра

### Режиссеры
- Шамиль Мамедли — постановочный режиссер

### Художники
- Антика Бадирова — главный художник
- Сара Мамедова — постановочный художник

### Заслуженные артисты
- Худат Эскеров

### Актеры
- Самед Ханахмедов
- Нахида Намазова
- Магира Хагвердиева
- Ягана Мамедова
- Нармин Шерифова